# IC 5334
IC 5334 је спирална галаксија у сазвјежђу Водолија која се налази на листи објеката дубоког неба у Индекс каталогу.
Деклинација објекта је - 4° 32' 2" а ректасцензија 23h 34m 36,4s. Привидна величина (магнитуда) објекта IC 5334 износи 13,3 а фотографска магнитуда 14,1. IC 5334 је још познат и под ознакама MCG -1-60-8, PGC 71784.